# Aquarifa
aquarifa(あかりふぁ)は、日本のロックバンド。Vo&Gt、Gt、Ba、Drの4人から構成される。バンド名aquarifaの"aqua"は「水、海、湖」、アカリファの"アカリ"は「月明かり」を由来している。

## メンバー
岩田真知(いわたまち)ボーカル、ギター担当。
- 神奈川県出身、神奈川県在住
- 誕生日は12月14日

松川真也(まつかわしんや)ギター担当。
- 宮城県出身、神奈川県在住
- 誕生日は8月13日

リンタロウ(りんたろう)ドラム担当。
- 神奈川県出身、神奈川県在住
- 誕生日は1月11日
- ドラムでの参加作品は私立恵比寿中学、ヤなことそっとミュート、sora tob sakana他

### 元メンバー
TAKUTO(たくと)ベース担当。
- 神奈川県出身、神奈川県在住
- 2016年6月19日脱退
- 現在はTAKUTOBEATZ（トラックメイカー）

ARRY(アリー)ボーカル担当。
- 神奈川県出身、神奈川県在住
- アルバム「sprout」までVoとして在籍
- 現在は漫画家の山倉あおは

## 来歴

### 2012年
- 現Vo&Gtの岩田真知が新メンバーとして加入。
- 4月18日　1stミニアルバム「scene」を発表。その後「SUMMER SONIC 2012」の「出れんの!?サマソニ!?」や「MINAMI WHEEL 2012」などの大型イベントに出演。

### 2013年
- 7月10日 2ndミニアルバム「月明かりのせいにして」をredrecからリリース。

### 2015年
- 4月1日 3rdミニアルバム「マーニの秘密」をリリース。

### 2016年
- 6月19日 BaのTAKUTOが会場限定シングル「SHINE」リリースツアーの終了をもって脱退。

### 2017年
- 1月18日 4thミニアルバム「きみがぼくを忘れる前に」をリリース。
- 2月20日 無期限の活動休止を発表。

### 2019年
- 2月20日 活動再開を発表。
- 10月20日 5thミニアルバム「eile」をリリース。

### 2020年
- 12月25日 10周年記念ベストアルバム「君と見た月をさがして」をリリース。収録曲はTwitterを利用したファン投票により決定された。

### 2023年
- 10月20日 シングル「落園」をリリース。
- 12月 6thミニアルバム「Secret garden」をリリース。

### 2024年
- 5月4日のライブをもって活動休止。

## ディスコグラフィー

### 配信限定シングル
| 発売日         | タイトル |
| -------------- | -------- |
| 2023年10月20日 | 落園     |

### その他
1st demo「sneer」(2007年6月発売）※廃盤
1. ラクス
2. sneer
3. ヒカリの果て

2nd demo「magic evening. morning disorder」(2008年3月発売）※廃盤
1. vanish
2. plastic
3. luminous
4. scarlet

3rd demo「Moment」(2009年2月発売）※廃盤
1. clap heaven
2. スプロール
3. corner
4. sneer

ライブ会場限定ライブDVD(2011年3月発売）※廃盤
1. closet
2. 2:00 A.M
3. farewell

## ミュージックビデオ
| 監督     | 曲名       |
| 青木亮二 | 「switch」 |
| WAKAME   | 「closet」 |

## 主なライブ

### ワンマンライブ・主催イベント
- 2013年10月25日 - 初ワンマンライブ「君は誰のせいにする？」
- 2014年03月15日 - aquarifa presents 「言葉が君にとどくまで」w/ircle/Suck a Stew Dry
- 2016年11月11日 - aquarifa presents 「もしも、明日逢えないなら。」 w/CIVILIAN
- 2017年1月26日〜2月20日 - aquarifa無期限活動休止ツアー「もしも、君に逢えたなら」
- 2019年05月26日 -  aquarifa Restart Oneman Live「あの時の君をつれだして」
- 2019年09月01日 -  aquarifa presents「言葉が君にとどくまで」w/THURSDAY'S YOUTH
- 2019年11月06日 -  aquarifaワンマンライブ「まだ見ぬきみを探して」
- 2020年01月31日 -  名古屋CLUB UPSET aquarifa「eile」レコ発名古屋
- 2021年01月29日 -  aquarifaベストアルバム「君と見た月をさがして」リリースイベント 無観客生配信ワンマンライブ
- 2023年9月21日 -  aquarifa presents 「AfterGlow」w/siraph
- 2024年1月10日 -  aquarifa 6thミニアルバムレコ発ワンマンライブ

### 出演イベント
- 2012年06月18日 - aquarifa/カーディガン/ナトリネ/phonon
- 2012年08月18日 - SUMMER SONIC 2012 ＜エンタメ市場(e+)オーディション出れんの!?サマソニ!!＞
- 2012年10月08日 - TOKYO BOOT UP! 2012
- 2012年10月14日 - MINAMI WHEEL 2012
- 2012年11月04日 - 多摩美術大学芸術祭2012『たま美づけ帝国』
- 2012年11月04日 - shimokita round up5
- 2012年11月19日 - Suck a Stew Dry「ラブレスレター」リリースツアー2012
- 2013年01月17日 - ～明・暗・楽・苦 そして感動～
- 2013年02月24日 - DISK GARAGE MUSIC MONSTERS -2013 winter-
- 2013年03月06日 - 10ヶ月連続東京eggmanライブ(第2回)[NOID] vol.18
- 2013年06月09日 - SAKAE SP-RING 2013
- 2013年07月19日 - Qaijff 6ヶ月連続企画 「for the future 0412」
- 2013年09月04日 - 真空ホロウ「連鎖反応」
- 2013年10月13日 - MINAMI WHEEL 2013
- 2013年11月12日,13日 - HaKU wonderland TOUR 2013"hacking your mind"
- 2013年12月22日 - Acita presents 『だれかが見てた夢のつづき』
- 2013年12月31日 - LIVE DI:GA JUDGEMENT2013
- 2014年01月27日 - Qaijff 1st Single『Clock hands／エンディング』release party
- 2014年03月28日 - Little Red Lobster 0328
- 2014年04月05日 - Yuya Tsuji Presents ETERNAL ROCK CITY.2014
- 2014年04月23日 - uP!!!NEXT VOL.7
- 2014年06月07日 - SAKAE SP-RING 2014
- 2019年08月24日 -  JYOCHO presents "情緒大陸 Vol.1"
- 2020年01月08日 -  Migimimi sleep tight × aquarifa “HELLO HALO”
- 2021年10月21日 -  The;Cutlery 企画「生きづらい;あなたへ」
- 2022年03月25日 -  CLUB PHASE pre. 『まだまだ仲良くしてきまSHOW！リベンジ！』～CLUB PHASE21thAnniversary～
- 2022年05月06日 -  ”ERA 20th ANNIVERSARY“
- 2022年06月13日 -  "aquarifa × ヤなことそっとミュート" ツーマンライブ
- 2022年10月3日 -  JAPAN LIVE HOUSE INTERSECTION
- 2023年02月21日 - 名古屋CLUB UPSET 10th Anniversary "Jack in the Boxxx!!! 2023"
- 2023年06月30日 - Marmalade butcher × fulusu pre. " CARELESS "
- 2023年10月27日 -  moA Presents 3man Live【triAngle】-Vol.2-